# Darren Till
Darren Till, född 24 december 1992 i Liverpool, är en engelsk MMA-utövare som sedan 2015 tävlar i organisationen Ultimate Fighting Championship.